# کنوانسیون پاریس برای حمایت از مالکیت صنعتی

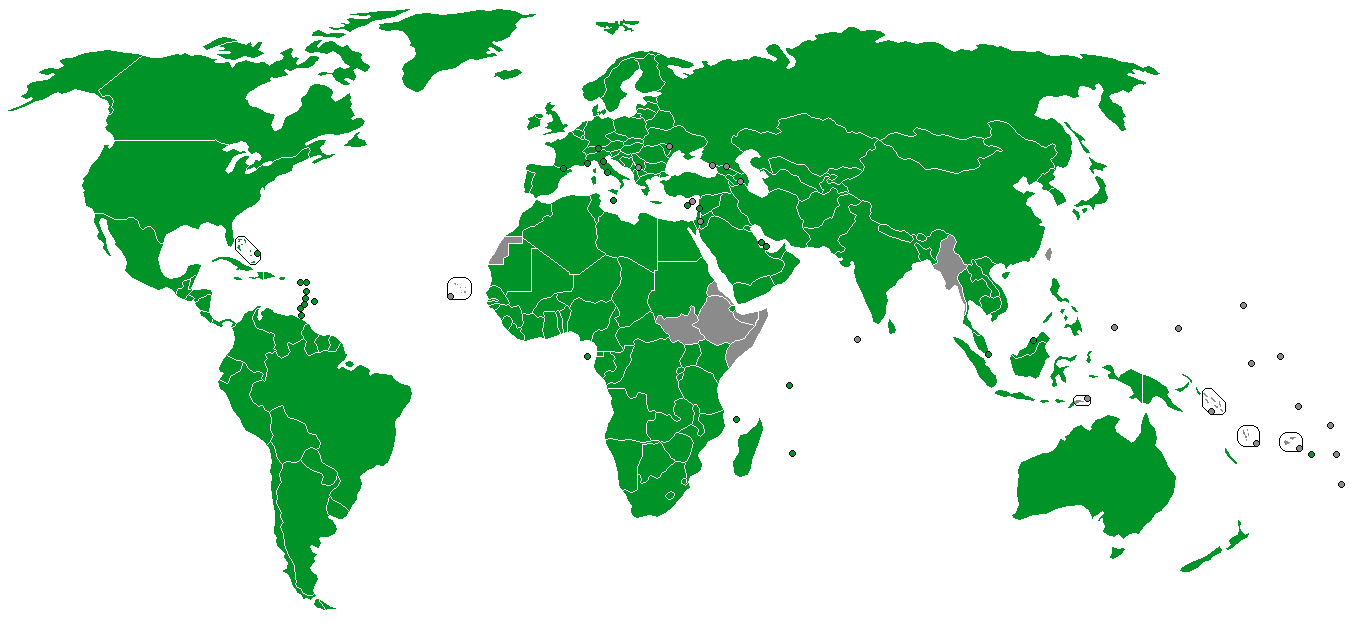
اعضای کنوانسیون پاریس برای حمایت از مالکیت صنعتی (به رنگ سبز)

کنوانسیون پاریس برای حمایت از مالکیت صنعتی (به انگلیسی: Paris Convention for the Protection of Industrial Property) در سال ۱۸۸۳ در شهر پاریس، منعقد شده و طی تجدیدنظرها و اصلاحاتی تکمیل گردید. در سال ۲۰۰۶ تعداد ۱۷۷ کشور عضو این کنوانسیون بودند. همه دولت‌ها، اعم از اینکه عضو سازمان جهانی مالکیت فکری باشند یا نباشند، می‌توانند به عضویت کنوانسیون مزبور درآیند، کما اینکه ایران، پیش از الحاق به سازمان جهانی مالکیت فکری، از سال ۱۳۳۷ به این کنوانسیون ملحق گردید.
کنوانسیون پاریس ناظر بر مالکیت صنعتی، در مفهوم وسیع آن است و به عنوان سندی پایه در این زمینه، موضوعاتی از جمله اختراعات، علامت تجاری، طرح‌های صنعتی، مدل‌های اشیاء مصرفی (نوعی اختراعات کوچک)، اسامی تجاری، نشانه‌های جغرافیایی (نشانه‌های منبع و اسامی مبدأ) و جلوگیری از رقابت غیرمنصفانه را در بر می‌گیرد.
در خصوص اختراعات، کنوانسیون پاریس به مخترعان اجازه می‌دهد اختراعی را که در یک کشور عضو ثبت کرده‌اند، در کشورهای دیگر نیز ثبت کنند و از تاریخ اظهارنامه در کشور مبدأ، مورد حمایت قرار گیرند. به تاریخ ثبت اظهارنامه در کشور مبدأ، تاریخ حق تقدم می‌گویند و مخترع از این تاریخ ۱۲ ماه زمان دارد تا اظهارنامه را در کشورهای هدف ثبت کند.